# Helsingør Theater
Helsingør Theater er et teater i en enkel klassicistisk stil i Den Gamle By i Aarhus. Det er Danmarks ældste købstadsteater og Danmarks ældste scene bevaret i sin oprindelige form.
Teatret lå oprindeligt på hjørnet af Bjergegade og Groskenstræde i Helsingør
56°2′11.93″N 12°36′38.42″Ø / 56.0366472°N 12.6106722°Ø.
Helsingør Theater blev opført og drevet af teaterforeningen Det Dramatiske Selskab, som bestod af byens borgere. 
Borgerne tegnede aktier og havde dermed selv andel i og ansvar for deres teater. Her blev spillet forestillinger af lokale amatører og af omrejsende, professionelle aktører. Således har teaternotabiliteter som Johanne Louise Heiberg, Ludvig Phister og Olaf Poulsen stået på teatrets scene. 
Teatret var samtidig byens festsal, og fra 1903 og frem til lukningen i 1957 rummede teatret også byens biograf, Kosmorama. I september 1903 viste fotografen Peter Elfelt en film på en times varighed i Helsingør Theater, og denne begivenhed markerer filmens indtog i byen. 
Få år efter købte ejeren af teatret Anton Petersen det første filmforevisningsapparat. Helsingør Theater eller Kosmorama, som biografen kom til at hedde, var det første sted i Helsingør, hvor publikum kunne se levende billeder. Fra 1917 fungerede teatret først og fremmest som byens biograf. 
Teatret og biografen var i 1957 så utidssvarende, at byrådet i Helsingør vedtog at rive teatret ned for at give plads til en moderne biograf. 
Teaterbygningen blev derefter flyttet til Den Gamle By, og her blev den efter rejsegildet i 1959 og et par års gennemrestauring genindviet 2. december 1961. 
Oprindeligt var teatersalen udstyret med rækker af træbænke, men i den genskabte teatersal er de lidt mere magelige stole fra 1917 benyttet; ellers fremtræder teatret som ved indvielsen i 1817 med de originale farver og dekorationer. Teatersalen er udstyret med en balkon med de oprindelige bænkerækker, og under scenen er der teatertekniske installationer til at lave torden, regn og stormvejr. 
Teatret, som har har plads til 237 personer, bruges til kulturelle begivenheder. Det anvendes ofte til gæstespil og koncerter og har fra 1962 huset Sommer Operaen og fra 1963-1967 Holbergspillene.